# Arni (Berna)
Arni é uma comuna da Suíça, situada no distrito administrativo de Berna-Mittelland, no cantão de Berna. Tem 10,43 km² de área e sua população em 2018 foi estimada em 928 habitantes.